# بندر السلامه
بندر السلامه (انگلیسی: Bandar Al Salamah؛ زادهٔ ۲۸ اکتبر ۲۰۰۲) بازیکن فوتبال اهل کویت است.
وی همچنین در تیم ملی فوتبال کویت بازی کرده‌است.